# Biblioteca Nacional de Escocia
La Biblioteca Nacional de Escocia (del inglés: National Library of Scotland) es  la biblioteca oficial para el depósito legal en Escocia. Se encuentra ubicada en un conjunto de edificios existentes en el centro de la ciudad de Edimburgo. La sede de la institución se encuentra en el puente Jorge IV, entre la Old Town (Ciudad vieja) y el barrio de la Universidad de Edimburgo. Existe igualmente un edificio moderno, de la década de 1980, en una zona residencial de los barrios del sur de la ciudad, en Causewayside, construida para albergar algunas colecciones especializadas (mapas, biblioteca de ciencias), y que ofrece una mayor capacidad de almacenamiento. 
La Biblioteca Nacional de Escocia cuenta con cerca de un millón de libros, entre los que cabe destacar, entre otros, algunas copias de la Biblia de Gutenberg y el First Folio, la primera publicación de la colección de obras teatrales de William Shakespeare.

## Historia

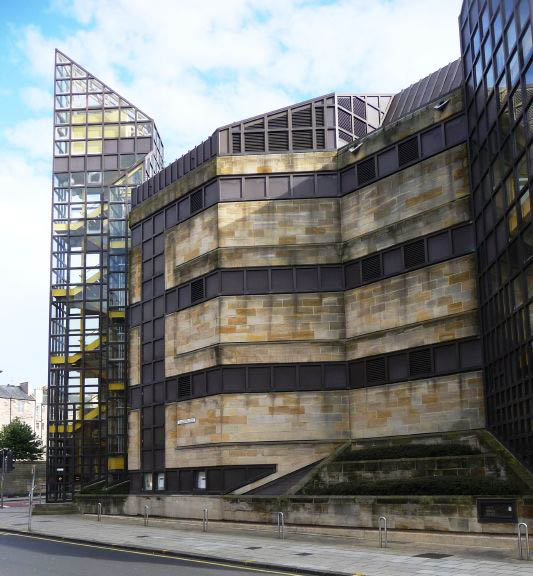
Anexo en Causewayside (inaugurado en 1988).

La Biblioteca Nacional de Escocia es un organismo de creación bastante reciente, ya que fue creada por un Acta del Parlamento tan sólo en 1925. Antes de dicha fecha, La Biblioteca Nacional de Depósito era la Advocates Library, ubicada junto a la Facultad de Derecho. Esta última fue inaugurada en 1689, obteniendo el estatuto de Biblioteca Nacional a raíz de la Copyright Act de 1710. Durante los siglos posteriores, la biblioteca incrementó la colección con libros y manuscritos gracias a las nuevas adquisiciones, por un lado, y a las aportaciones del propio depósito legal, por otro. Se había creado así una auténtica Biblioteca Nacional de hecho, a la que sólo le faltaba el nombre para oficializar su existencia.
Durante la década de 1920 se pudo constatar que el mantenimiento de una colección de tal envergadura suponía una carga difícil de seguir asumiendo por parte de una institución privada. De este modo, se ofreció el contenido de la Biblioteca a la nación, con una dotación de 100.000 libras esterlinas por parte de Alexander Grant of Forres. La Biblioteca Nacional de Escocia quedó oficialmente constituida mediante un acta del Parlamento, en 1925.
Grant volvió a donar otras 100.000 libras esterlinas, con lo que el total acumulado de sus donaciones era el equivalente a unos 6 millones de libras esterlinas de hoy. Estas donaciones fueron invertidas en la construcción de un nuevo edificio en el puente de Jorge IV.
Las obras del nuevo edificio dieron comienzo en 1938, aunque fueron interrumpidas con motivo de la Segunda Guerra Mundial, quedando finalizadas en 1956. En los años 70 se constató que el espacio para almacenamiento de una colección en constante aumento se estaba agotando. Por ese motivo se inauguró un nuevo edificio en Causewayside, edificio que fue inaugurado en dos fases distintas, la primera en 1986 y la segunda en 1995, alcanzando un coste total de casi 50 millones de libras esterlinas.
Desde 1999, la biblioteca recibe financiación por parte del Parlamento escocés. Es uno de los seis depósitos legales del Reino Unido de Gran Bretaña e Irlanda del Norte.